# 塔勒德吕林根
塔勒德吕林根（法語：Thal-Drulingen，法語發音：[tal dʁyliŋ(ɡ)ən]；莱茵法兰克语：Dààl）是法国下莱茵省的一个市镇，属于萨韦尔讷区。

## 地理
塔勒德吕林根（48°54'36"N, 7°8'44"E）面积5.25 平方千米，位于法国大東部大區下莱茵省，该省份为法国大陆部分最东部的省份，是阿尔萨斯的一部分，今与上莱茵省组成了阿尔萨斯欧洲集体，其南至上莱茵省，西南接孚日省和默尔特-摩泽尔省，西接摩泽尔省，北与德国接壤。
与塔勒德吕林根接壤的市镇（或旧市镇、城区）包括：贝格、比尔巴克、马克维莱尔、雷克辛根、里姆斯多夫。

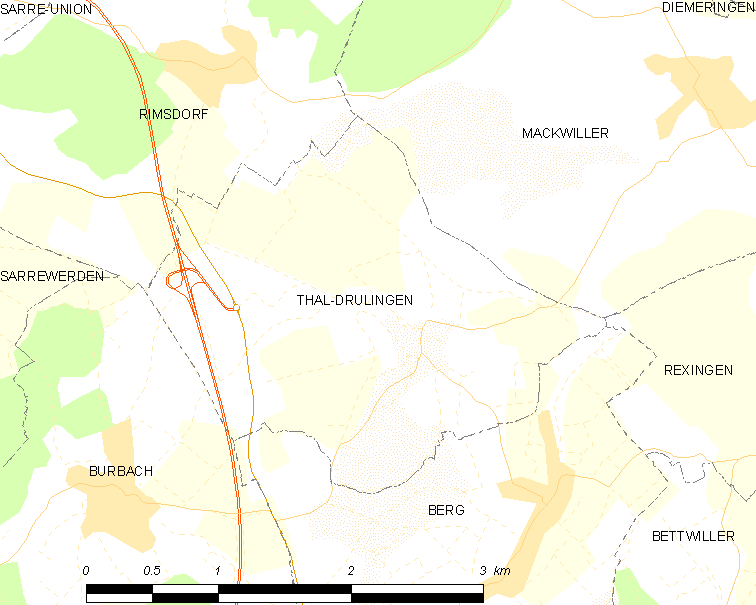
塔勒德吕林根的OSM定位图

塔勒德吕林根的时区为UTC+01:00、UTC+02:00（夏令时）。

## 行政
塔勒德吕林根的邮政编码为67320，INSEE市镇编码为67488。

## 政治
塔勒德吕林根所属的省级选区为英维莱尔县。

## 人口

1962-2008年间塔勒德吕林根人口变化图示

塔勒德吕林根于2022年1月1日时的人口数量为189人。